# I due evasi di Sing Sing
I due evasi di Sing Sing (tdl. ‘Los dos fugitivos de Sing Sing’) es una película italiana en blanco y negro de 1964 dirigida por Lucio Fulci y protagonizada por el dúo cómico Franco y Ciccio. La película es la primera de tres comedias del mismo director con el dúo, las otras dos siendo I due pericoli pubblici y 00-2 agenti segretissimi, ambas estrenadas en 1964.

## Argumento

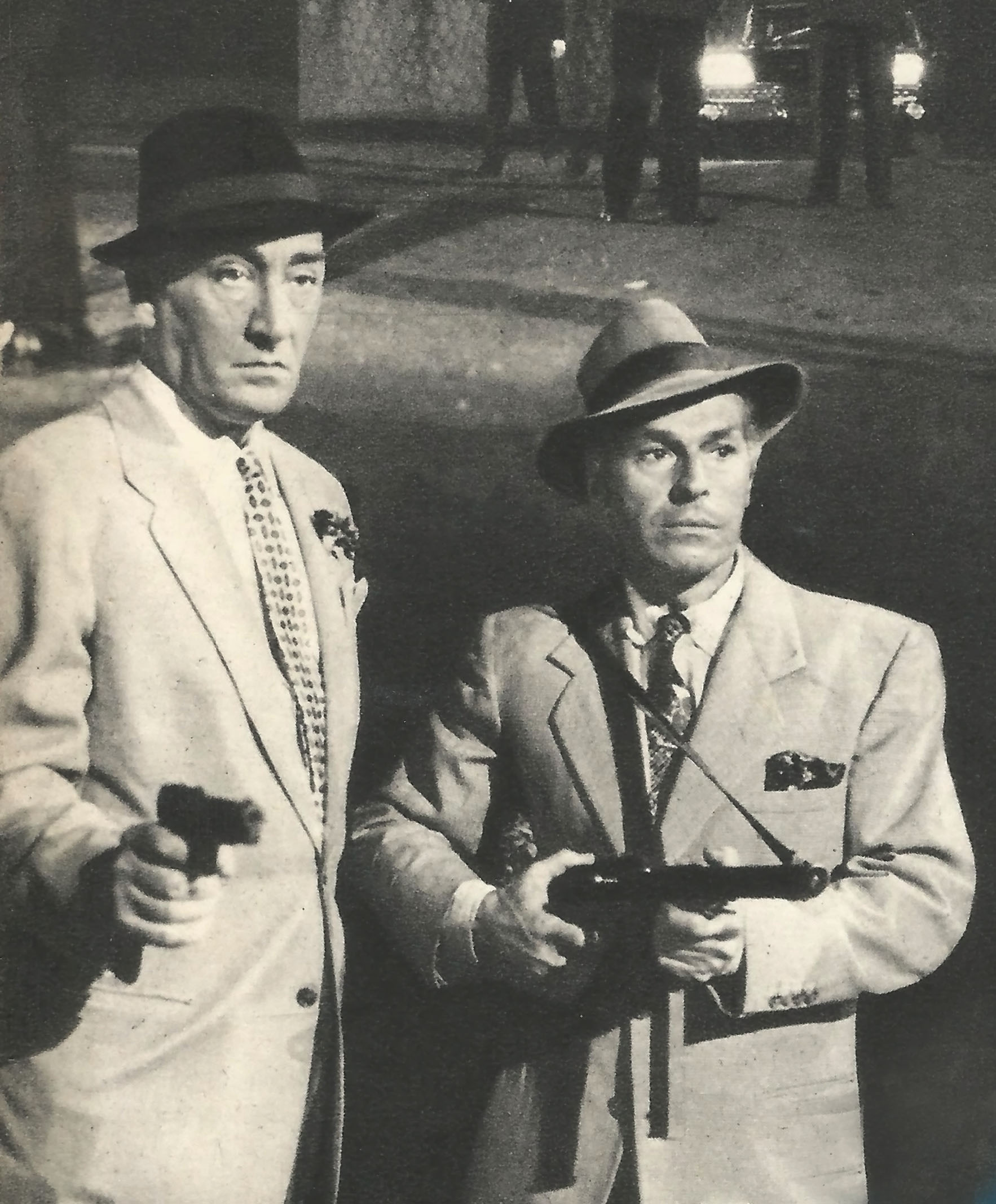
Dominici y Dottesio (fotograma).

Franco y Ciccio, asistentes de baños públicos en Nueva York, salvan accidentalmente la vida de Attanasia, el jefe del hampa, quien está siendo atacado por los secuaces de Tristano, su rival. En agradecimiento, Attanasia decide convertir a Franco en un gran boxeador y a Ciccio en su padrino. Tras una serie de combates amañados, lo consigue. Mientras tanto, Attanasia se reconcilia con Tristano y juntos apuestan una gran suma por la derrota de Franco. Sin embargo, debido a una serie de accidentes, Franco logra la victoria. Los dos gánsteres, creyéndose engañados mutuamente, mueren en un tiroteo, mientras que Franco y Ciccio son acusados de asesinato. Aunque declarados inocentes, Franco y Ciccio, temiendo ser enviados a la silla eléctrica, se atrincheran en la celda.

## Reparto
- Franco Franchi: Franco Bacalone.
- Ciccio Ingrassia: Ciccio Bacalone.
- Arturo Dominici: Alfred Attanasia.
- Livio Lorenzon: Lemmy Tristán.
- Poldo Bendandi: Jarchin Enríquez «Lo sfregiato».
- Attilio Dottesio: Tony Agnello.
- Omero Gargano: Joe Pastrano.
- Renato Terra: Jim Doris.
- Gloria Paul: Molly Smith.
- Alicia Brandet: Ruth Allenby.
- Freddy Mack: Frederick Jones.
- Vittorio Bonos: director de la prisión.
- Nino Terzo: oficial Thompson.
- Mimmo Poli: Orador.
- Alfredo Rizzo: director de baños turcos.
- Enzo Andronico: el secuaz de Attanasia.
- Lino Banfi: el amigo de Franco.

## Producción

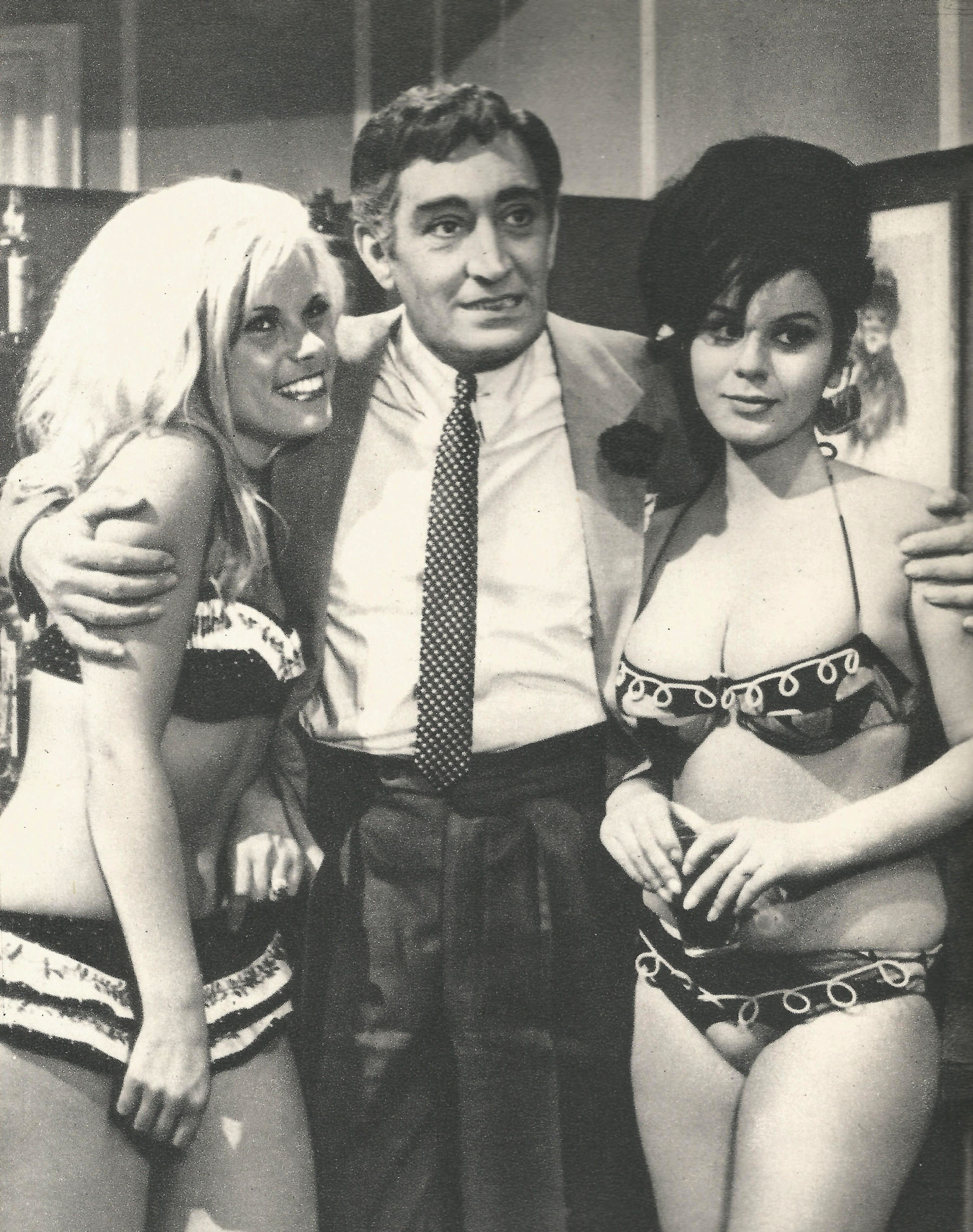
Dominici con dos personajes femeninos (fotograma de la película).

La película fue escrita por Marcello Ciorciolini y el propio Fulci. Se trata de una de las 13 películas dirigidas por este último y protagonizadas por el dúo cómico siciliano Franco y Ciccio, tres estrenadas en 1964, entre ellas I due evasi di Sing Sing.
La película fue el primer papel real de Lino Banfi (había hecho una breve aparición acreditada en otra película de Fulci en 1960).

## Lanzamiento
La película fue distribuida en Italia por Panta en 1964. Posteriormente se estrenó en Alemania Occidental y luego en Francia, en 1967.

## Banda sonora
I due evasi di Sing Sing ganó fama indirecta más tarde gracias a su banda sonora compuesta por Ennio Morricone, que fue lanzada comercialmente como tal sólo décadas después. La banda sonora incorpora elementos de jazz y bossa nova.

## Recepción
Una reseña contemporánea italiana considera que la película «carece de ritmo y, por momentos, resulta aburrida».